# Ван Хао (математик)
Ван Хао (кит. 王浩, пиньинь Wáng Hào, англ. Hao Wang, 20 мая 1921 — 13 мая 1995) — китайский и американский учёный, математик, логик и философ.

## Биография
Родился в 1921 году в урбанизированной части уезда Личэн (провинция Шаньдун, Китайская Республика), впоследствии выделенной в город Цзинань. Когда в 1937 году началась японо-китайская война, то Университет Цинхуа, Пекинский университет и тяньцзиньский Нанькайский университет были эвакуированы в западную часть страны, где в итоге на их основе Куньмине был создан Государственный Юго-западный объединённый университет; там Ван Хао в 1943 году получил степень бакалавра математики. По окончании войны университеты были восстановлены в местах довоенного расположения, и в 1945 году Ван Хао получил степень магистра философии в Университете Цинхуа; среди его преподавателей были Фэн Юлань и Цзинь Юэлинь.
Затем Ван Хао уехал на учёбу в США, и в 1948 году получил степень Ph.D. по логике в Гарвардском университете. В 1950-х учился в Цюрихском университете у Пауля Бернайса. В 1956 году стал лектором по курсу «Философия математики» в Оксфордском университете. В 1959 году Ван Хао написал программу для компьютера IBM 704, которая за 9 минут автоматически доказала несколько сотен теорем из области математической логики, опубликованных в фундаментальном труде Альфреда Уайтхеда и Бертрана Рассела «Principia Mathematica». В 1961 году он получил в Гарварде должность профессора математической логики и прикладной математики от фонда имени Гордона Маккея. В 1967—1991 годах возглавлял группу по исследованиям в области логики при Рокфеллеровском университете в Нью-Йорке.
В 1972 году Ван Хао посетил КНР в составе первой группы американских учёных китайского происхождения, возглавляемой Жэнь Чжигуном.

## Вклад
Одним из важнейших вкладов Ван Хао в современную науку являются «плитки Вана»: он показал, что любая машина Тьюринга может быть представлена в виде набора таких плиток, и вопрос об остановке такой машины эквивалентен вопросу о том, можно ли этим набором плиток замостить плоскость.
Также Ван Хао развил поздние философские идеи Людвига Витгенштейна.
Ввел в науку понятие операторного алгоритма.